# Märtha của Thụy Điển
Märtha của Thụy Điển (28 tháng 03 năm 1901 – 05 tháng 04 năm 1954), tên đầy đủ Märtha Sophia Lovisa Dagmar Thyra, là cháu gái của vua Oscar II của Thụy Điển và là vợ của Thái tử Olav của Na Uy (sau này là vua Olav V của Na Uy).

## Qua đời
Sau một thời gian dài bị bệnh, Märtha qua đời vì bệnh ung thư ở Oslo vào năm 1954, trước khi chồng bà lên ngôi vua Na Uy trước 3 năm.

## Tưởng niệm
970.000 km ² diện tích ở Nam Cực có tên là Prince Martha nhằm tôn vinh bà.
Một bức tượng của bà được dựng lên bên ngoài Đại sứ quán Na Uy tại Washington, DC vào năm 2005. Trong năm 2007, một bản sao của bức tượng đã được dựng lên trong sân của Cung điện Hoàng gia ở Oslo.
Quỹ Tưởng niệm Thái tử phi Martha là một tổ chức từ thiện được quản lý bởi Hoàng gia Na Uy. Con gái út của bà, Vương nữ Astrid, là chủ tịch của quỹ. Quỹ được thành lập ngày 01 tháng 4 năm 1929, quỹ "cung cấp hỗ trợ tài chính cho các sáng kiến xã hội và nhân đạo được thực hiện bởi các tổ chức phi chính phủ." Trong năm 2005, Quỹ đã tài sản khoảng 28 triệu krone Na Uy (NOK), và đã tài trợ tổng cộng khoảng 1,5 triệu NOK cho khoảng 300 người nhận.
Con trai vua Harald V của Na Uy đặt tên con gái của mình là Märtha Louise theo tên bà ngoại.

## Liên kết
- Website of the Royal House of Norway: Crown Princess Märtha
- Đoạn phim ALLIES WIN SEA, AIR BATTLE IN FIGHT FOR AFRICA [ETC. (1943)] có sẵn để tải về tại Internet Archive [xem thêm]